# چرنگچن
چرنگچن (به لهستانی:  Czerniczyn) یک روستا در لهستان است که در گمینا خروبیشوو واقع شده‌است. چرنگچن ۷۹۷ نفر جمعیت دارد و ۲۰۵ متر بالاتر از سطح دریا واقع شده‌است.